# Ficción utópica y distópica
Los términos ficción utópica y ficción distópica sirven para designar dos géneros literarios donde se exploran las estructuras sociales y políticas. La ficción utópica se refiere a utopía, término utilizado para designar un mundo ideal donde todo es perfecto. Por el contrario, la ficción distópica (a veces conocida como literatura apocalíptica) se refiere a una sociedad que pretendiendo felicidad, hace sufrir sistemáticamente a sus ciudadanos o degradándolos a un olvido irreversible. Muchas novelas combinan ambas, a menudo a modo de metáfora de las opciones que puede tener la humanidad para terminar con uno de los dos futuros posibles. Ambas, utopía y distopía, son comunes en la ciencia ficción o en la ficción especulativa en Literatura.
Más de cuatrocientas obras utópicas fueron publicadas antes del año 1900 en idioma inglés solamente, y más de un millar durante el siglo XX.

## Subgéneros

### Ficción utópica

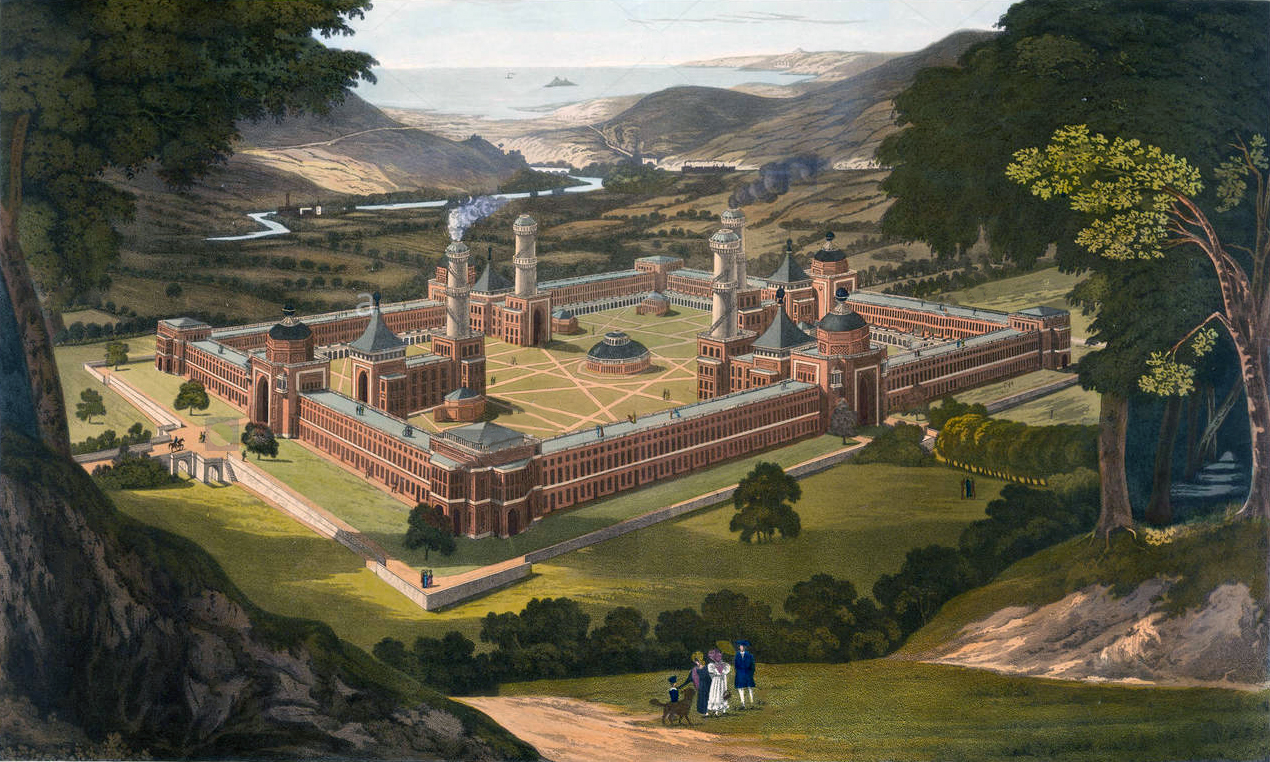
New Harmony, una utopía propuesta por Robert Owen.

La palabra utopía se utilizó por primera vez en el contexto directo de sir Thomas More en su trabajo de 1516 titulado «Utopía». En su libro, que fue escrito en latín, More establece una visión de una sociedad ideal. Como sugiere el título, la obra presenta una proyección ambigua e irónica del Estado ideal. La naturaleza caprichosa del texto puede ser confirmado por el narrador del segundo libro de Utopía, Raphael Hythloday. La raíz griega de ‘Hythloday’ sugiere un 'experto en tonterías'. Un ejemplo anterior de una obra utópica de la antigüedad clásica es «La República» de Platón, en la que destaca lo que él ve como la sociedad ideal y su sistema político. Ejemplos posteriores se pueden ver en Samuel Johnson de «The History of Rasselas, Prince of Abissinia» y «Erewhon» de Samuel Butler. Esta, al igual que gran parte de la literatura utópica, puede ser visto como la sátira utópica que es más notable en la enfermedad y el crimen que retrata Butler, con el castigo para el primero y el tratamiento para el segundo.

### Ficción distópica

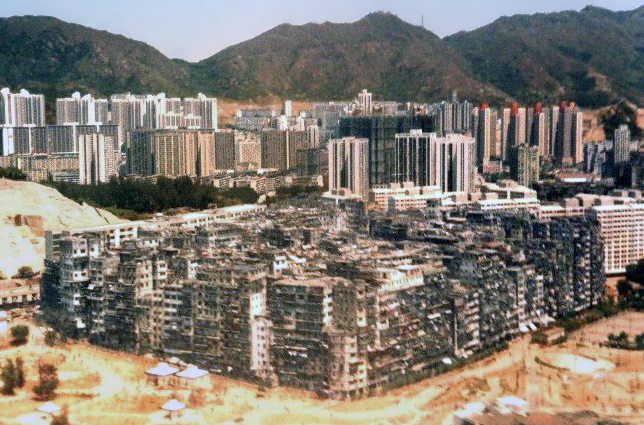
La vida en la ciudad amurallada de Kowloon a menudo ha inspirado la identidad distópica en las obras de los medios modernos.

La palabra distopía se define como una sociedad caracterizada por un enfoque en las sociedades negativo tal como la pobreza masiva, la desconfianza pública, el Estado policial, la miseria, el sufrimiento o la opresión. La mayoría de los autores de ficción distópica exploran al menos una de las razones por qué las cosas son así, a menudo como una analogía para cuestiones similares en el mundo real. En palabras de Keith M. Booker, la literatura distópica se utiliza para «proporcionar nuevas perspectivas sobre las prácticas sociales y políticas problemáticas que de otro modo podrían darse por sentado o considerados natural e inevitable».
La literatura distópica nace en 1872, cuando Samuel Butler publica Erewhon, cuyo título ("Nowhere" al revés) indica que es lo contrario de una Utopía. Pero este subgénero se desarrolla especialmente a partir de 1921, cuando el ingeniero ruso Yevgeni Zamiatin publica «Nosotros», presentando a unos seres sin nombre que sufren bajo el yugo del poder absoluto. Así, la antiutopía o distopía imagina un futuro carente de privacidad y libertades, en la que la ciencia y la tecnología sirven para que unas élites todopoderosas esclavicen a la humanidad.
Tras la publicación de «Nosotros», llegarían tres clásicos: «Un mundo feliz» de Aldous Huxley, «1984» de George Orwell, y «Fahrenheit 451» de Ray Bradbury. Estos exploraran el totalitarismo, la industrialización y las guerras mundiales, además de tratar temas como la eugenesia o la erradicación de la cultura.

### Ecotopía
Un subgénero es la ficción ecotópica donde el autor postula ya sea un mundo utópico o distópico que gira alrededor de la conservación o de la destrucción ambiental. Danny Bloom acuñó el término "cli fi" en 2006, con Margaret Atwood tomándolo en 2011, para cubrir su ficción relacionada con el cambio climático, pero el tema ha existido por décadas.
Las novelas que se ocupan de la sobrepoblación, tales como «¡Hagan sitio!, ¡hagan sitio!» publicada en 1966 de Harry Harrison, que además fue adaptada al cine con el nombre de Cuando el destino nos alcance, fueron muy populares en la década de 1970. En «Nature´s End» de Whitley Strieber y James Kunetka, se plantea un futuro con superpoblación, contaminación, cambio climático y teniendo como resultados súper tormentas, que dan lugar a un movimiento político de suicidio de masas. Inclusive, se puede encontrar esta temática ecológica en películas taquilleras como WALL·E y Avatar.
Mientras las distopías ecológicas son más comunes, un pequeño número de obras que representan lo que podría llamarse la eco-utopía, o con tendencias eco-utópicas, también han influido. Estas incluyen «Ecotopía» de Ernest Callenbach, un importante ejemplo de este género del siglo XX. Kim Stanley Robinson ha escrito una serie de libros que tratan de temas ambientales, incluyendo la «Trilogía marciana»; lo más notable, sin embargo,es que su «Three Californias Trilogy» en la que contrastó una eco-distopía con una eco-utopía. Robinson también ha editado una antología de historias cortas de ficción ecotópicas llamada «Future Primitive: The New Ecotopias».
Hay algunas distopías que tienen un tema "anti-ecológico". Estas se caracterizan a menudo por un gobierno que es sobreprotector de la naturaleza o una sociedad que ha perdido la mayor parte de la tecnología moderna y lucha por la supervivencia. Un buen ejemplo de esto es la novela «Riddley Walker» de Russell Hoban.